# مانگلرودالن
مانگلرودالن (به نروژی: Manglerudhallen) نام یک مجموعه ورزشی در نروژ است که در منگلرود اسلو قرار دارد. این مجموعه ورزشی شامل دو ورزشگاه است، یکی میدان سرپوشیده هاکی روی یخ و دیگری میدان سرپوشیده چند منظوره. ظرفیت سالن هاکی روی یخ ۲۰۰۰ نفر است و در سال ۱۹۷۹ افتتاح شده‌است. این میدان ورزشگاه خانگی تیم هاکی روی یخ منگلرود استار است.